# Sphinga acatlensis
Sphinga acatlensis är en ärtväxtart som först beskrevs av George Bentham, och fick sitt nu gällande namn av Rupert Charles Barneby och James Walter Grimes. Sphinga acatlensis ingår i släktet Sphinga och familjen ärtväxter. Inga underarter finns listade i Catalogue of Life.